# Michał Bojczuk
Michał Bojczuk, pseud. Franek (ur. 20 września 1914 we wsi Zalesie w powiecie kobryńskim, zm. 13 sierpnia 1944 w Żabikowie) – polski działacz komunistyczny.

## Biogram
Syn Mikołaja, członka SDPRR(b) i RKP(b), uczestnika rewolucji październikowej i oficera Armii Czerwonej poległego w walkach z „białymi”. Od 1930 przebywał w Poznaniu, gdzie był uczniem ślusarskim. Wkrótce wstąpił do TUR, a w 1932 do KZMP. Od 1933 był sekretarzem okręgowym KZMP w Poznaniu; był także członkiem okręgowych władz KPP. 7 stycznia 1934 został aresztowany za działalność komunistyczną i 6 kwietnia skazany przez Sąd Okręgowy w Poznaniu na 1,5 roku więzienia. Po wyjściu z więzienia we Wronkach kontynuował działalność komunistyczną wchodząc prawdopodobnie w skład Komitetu Okręgowego (KO) Poznań-Pomorze. 1 września 1936 ponownie aresztowany i w grudniu 1936 osadzony w obozie w Berezie Kartuskiej, gdzie przebywał do 27 kwietnia 1937. Po zwolnieniu nadal działał w KPP do jej rozwiązania w sierpniu 1938. 
Podczas okupacji był robotnikiem w firmie budowlanej w Poznaniu. Utrzymywał kontakt z byłymi działaczami KPP, a 23 lutego 1941 wziął udział w zebraniu działaczy komunistycznych w Luboniu, na którym utworzono konspiracyjną organizację „Komunistyczna Partia Polski”. Został członkiem jego KO i odpowiadał za działalność wśród młodzieży. Po powstaniu PPR rozpoczął działalność w tej partii. W 1943 był współzałożycielem Komitetu Młodzieżowego PPR. Organizował komórki partyjne i brał udział w akcji sabotażowej w poznańskich zakładach pracy. 17 maja 1944 został aresztowany przez gestapo i osadzony w obozie karnym w Żabikowie, gdzie w sierpniu został rozstrzelany w grupie 11 członków kierownictwa poznańskiej PPR.